# Carlo Canavesi

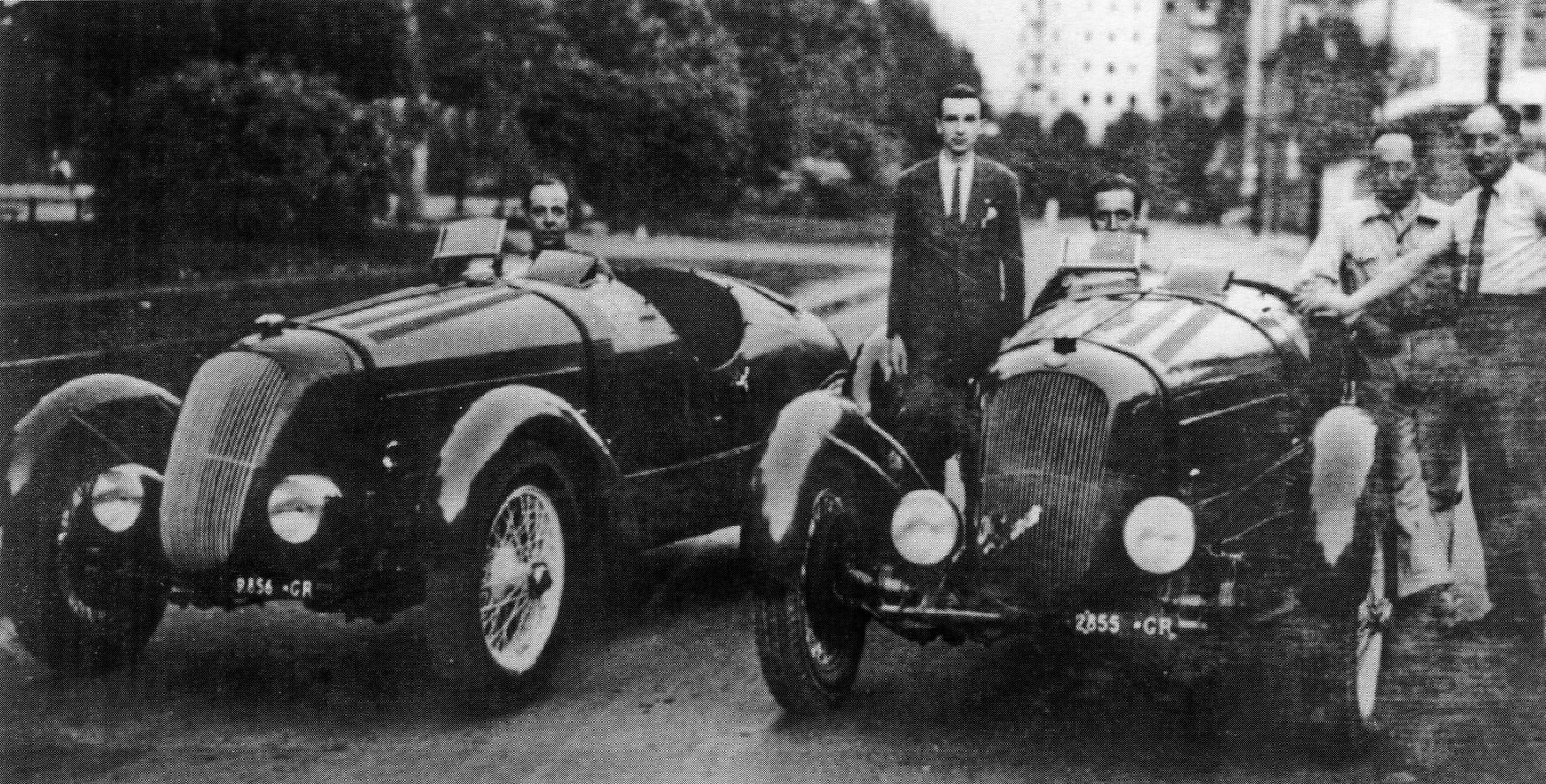
Zwei Alfa Romeo 6C 2300 Zagato der Scuderia Maremmana. Von Links: Sergio Banti, Elio Zagato, Jacques de Rham, Carlo Canavesi und Ugo Zagato

Carlo Canavesi (* unbekannt; † 1. Februar 1953) war ein italienischer Autorennfahrer.

## Karriere als Rennfahrer
Carlo Canavesi war in den 1930er-Jahren vor allem im Sportwagensport aktiv. Sein erfolgreichstes Rennjahr hatte er 1930, als er als Werksfahrer von Alfa Romeo Gesamtzweiter bei der Mille Miglia (mit Achille Varzi im Alfa Romeo 6C 1750 GS Spider Zagato) und Gesamtdritter beim 24-Stunden-Rennen von Spa-Francorchamps (mit Goffredo Zehender im Alfa Romeo 6C 1750 GS) wurde. 1929 gewann er gemeinsam mit Zehender und Louis Rigal den für Sportwagen ausgeschriebenen Großen Preis von Spanien.
Bei der Mille Miglia konnte er sich drei weitere Mal unter den ersten zehn platzieren. 1931 kam er als Siebter, 1928 als Achter und 1932 als Neunter ins Ziel.

## Statistik

### Le-Mans-Ergebnisse
| Jahr | Team                  | Fahrzeug              | Teamkollege       | Platzierung | Ausfallgrund |
| ---- | --------------------- | --------------------- | ----------------- | ----------- | ------------ |
| 1932 | Soc. Anon. Alfa Romeo | Alfa Romeo 8C 2300 LM | Ferdinando Minoia | Ausfall     | Motorschaden |